# 530
530 (DXXX) var ett normalår som började en tisdag i den julianska kalendern.

## Händelser

### September
- 22 september – Sedan Felix IV har avlidit samma dag väljs Bonifatius II till påve, medan Dioskurus väljs till motpåve, men själv avlider redan 14 oktober.

## Födda
- Aelia Sophia, kejsarinna av Bysantinska riket.
- Venantius Fortunatus, biskop i Poitiers.

## Avlidna
- 22 september – Felix IV, helgon, påve sedan 526.
- 14 oktober – Dioskurus, motpåve sedan 22 september detta år.